# Eduard Klablena
Eduard Klablena (* 1881 in Bučany, Komitat Neutra; † 1933 in Langenzersdorf) war ein Keramiker der Wiener Werkstätte und später der Keramos. 

## Leben und Werk
Eduard Klablena wurde 1881 in Bučany, Komitat Neutra, (heute Slowakei), geboren.
1883 übersiedelte die Familie nach Langenzersdorf. Klablena wurde Schüler im Atelier von Karl Waschmann. Nach dem Studium an der Wiener Kunstgewerbeschule arbeitete er in Österreich und Deutschland. Er war Mitglied des Deutschen Werkbundes. 1909/10 schuf er Modelle für die Königliche Porzellanmanufaktur Berlin. 1911 kehrte er für immer nach Österreich zurück und gründete in Langenzersdorf eine Werkstätte. Ab 1911 nahm er regelmäßig an Ausstellungen im MAK (Museum für angewandte Kunst (Wien)) teil, wo er keramische Figuren, Menschen und Tiere, zeigte.
Klablena schuf Modelle für die Firma Keramos. An die Wiener Werkstätte lieferte er in den Jahren 1912–1919 insgesamt 842 keramische Objekte. Die Sakristei der Pfarrkirche St. Katharina in Langenzersdorf wurde von ihm mit einer Stuckdecke ausgestattet. Klablena verstarb 1933. Sein Grab befindet sich auf dem Ortsfriedhof von Langenzersdorf.

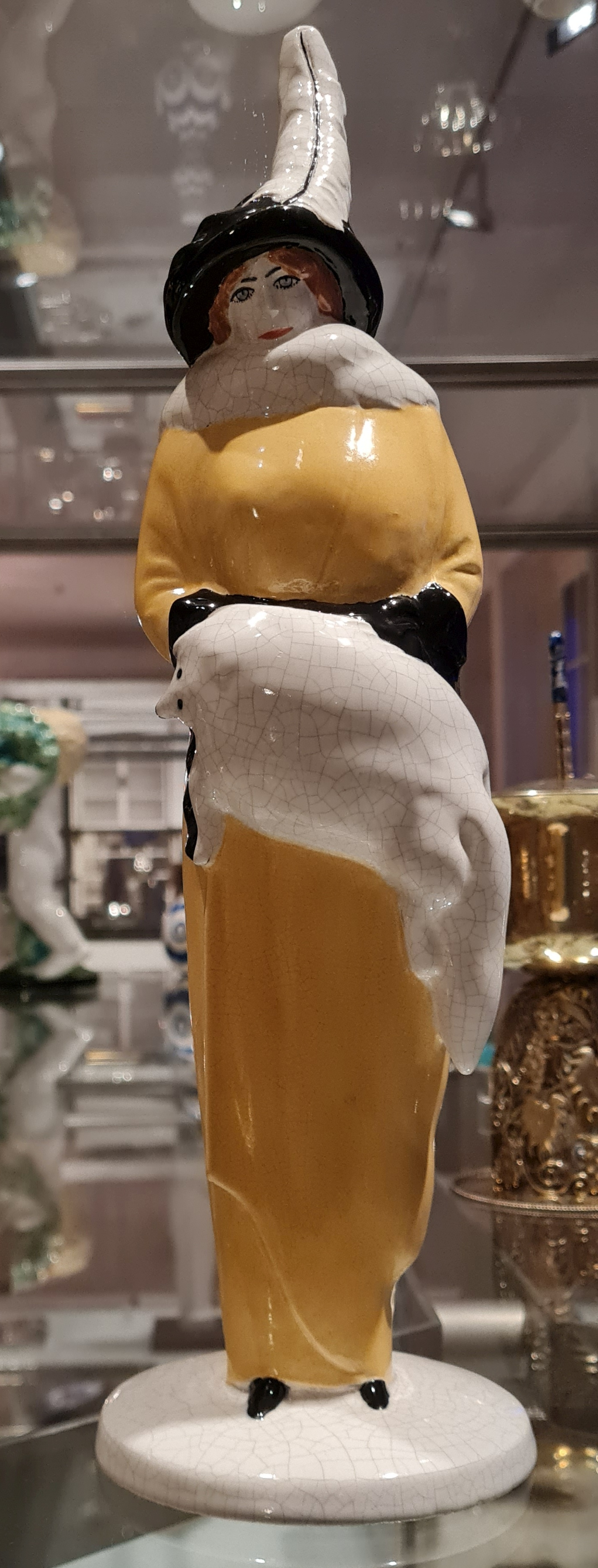
Dame mit Pelz (um 1913/14, Langenzersdorfer Keramik)

## Werkbeispiele
- Vogelfantasie “Lüstling”, Entwurf 1918 für die Wiener Werkstätte, Keramik, naturweißer Scherben, farbig staffiert, Unterseite mit lig. schwarzen Monogramm EK, H 16,5 cm.[1]
- Tierfantasie: "Theaterdirektor" Entwurf und Ausführung: Eduard Klablena, Langenzersdorf 1915/1918. Modellnummer der Wiener Werkstätte: WW 885, H 20 cm.[2]

## Sammlungen
- Langenzersdorf Museum[3]